# Vibranium
Vibranium é um metal fictício que aparece nos quadrinhos publicados pela Marvel Comics. É mais conhecido como um dos materiais usados para construir o escudo do Capitão América, e também é conhecido por sua conexão com o Pantera Negra, pois seu uniforme é feito de vibranium e é encontrado em sua terra natal, a nação africana de Wakanda.
No Universo Marvel, o Vibranium foi depositado pela primeira vez na Terra por um meteorito há 10 mil anos. Vibranium Antártico ou Anti-Metal, é criado por meios artificiais, em contraste com o natural, ou vibranium wakandano.

## Vibranium de Wakanda

O vibranium foi usado na confecção do escudo do Capitão América.

O vibranium apareceu pela primeira vez em Fantastic Four #53 (agosto de 1966), por Stan Lee (roteiro) e Jack Kirby (desenhos).
É usado no arsenal do supervilão Garra Sônica e pelo rei de Wakanda, o Pantera Negra. Também foi usado na fabricação do escudo do Capitão América ou na armadura Defensor que são compostos de vibranium, aço americano e um catalisador desconhecido. Ao utilizar a engenharia reversa neste composto, o metal adamantium foi obtido pela primeira vez.
Localizado na nação africana fictícia de Wakanda, o vibranium tem a capacidade de absorver todas as vibrações em sua proximidade, bem como a energia cinética direcionada a ela. Uma arma com um silenciador feito de vibranium seria completamente silenciosa, e botas com solas feitas de vibranium muda completamente o som dos passos de quem as usava.  Verificou-se que as botas de vibranium do Pantera Negra evitam danos em quedas se ele aterrissa de pé por absorverem toda a energia cinética; O Capitão América usou seu escudo para obter um efeito semelhante, como pode ser visto no filme Ultimate Avengers (2006), bem como junto com as botas usadas por Nick Fury em Ultimate X-Men.
As moléculas do vibranium permanecem invulgarmente firmes, mesmo a temperaturas tão baixas quanto o zero absoluto, dando-lhe os seus poderes de absorção. Por esta razão, o vibranium de Wakanda não pode ser solidificado apenas reduzindo sua temperatura. O vibranium pode ser solidificado apenas a uma pressão de 13 atmosferas, ou sublimado a uma temperatura de 3316 ° C.
Devido à sua qualidade de absorção de vibração, o vibranium é altamente resistente. Com a calibração correta, sua freqüência de vibração pode até destruir diamantes.

## Vibranium antártico
A outra variedade do vibranium foi vista pela primeira vez em Daredevil # 13 (fevereiro de 1966), por Stan Lee (roteiro) e John Romita, Sr. (desenhos).
Esta variedade, também conhecida como Anti-Metal, é nativa da selva antártica artificial conhecida como Terra Selvagem. Parnival Plunder (o irmão maligno do homem conhecido como Ka-Zar) planejava usá-lo para criar armas com as quais ele conquistaria o mundo. Foi usado por Henry Pym para derrotar Ultron de uma vez por todas. Certos bombardeios de partículas podem transformar o vibranium antártico em uma variedade artificial e instável de vibranium de Wakanda.
A variedade antártica do vibranium produz vibrações em vez de absorvê-las; Essas vibrações transformam qualquer metal que entre em contato com ele em líquido, incluindo o adamantium, de outra forma indestrutível. Grandes amostras de vibranium antártico causaram que os metais fossem apenas próximos deles para se tornar líquidos. Seu efeito sobre o Uru é desconhecido.
Durante a sua primeira missão juntos, os Novos Vingadores descobriram que uma facção da S.H.I.E.L.D. (que na verdade eram Skrulls) tinha mutantes escravizados na Terra Selvagem para extrair essa variedade de Vibranium.
O Homem-Aranha criou alguns rastreadores aranha feitos com o Vibranium Antártico para destruir o metal artificial Reverbium criado no Horizon Labs, que devido à sua instabilidade diante das ondas sonoras é considerado perigoso.
Os X-Men usam para o dispositivo de camuflagem de sua nave.( Grandes heróis Marvel 52 X-Men Temporada De caça aos mutantes).

## Outras mídias

### Televisão
- Em um episódio de Spider-Man and His Amazing Friends intitulado "The X-Men Adventure", o vilão Cyberiad captura os X-Men em sua própria Sala de Perigo com armadilhas projetadas para explorar suas maiores fraquezas. Quando a Cyberiad aprisiona a integrante mais nova do grupo, Kitty Pryde, ele a bloqueia em uma sala feita de vibranium, deixando-a indefesa. O poder mutante de Pryde é a habilidade de "fasear" ou passar pela matéria sólida, mas as propriedades da "sala de vibranium" pareciam impedi-la de usar seus poderes para escapar. Ela finalmente foi resgatada e depois ajudou a derrotar Cyberiad.
- O episódio de "Panther's Prey" de Iron Man: Armored Adventures é centrado em Homem de Ferro e Pantera Negra trabalhando para impedir Moses Magnum de vender vibranium para a I.M.A. um pedaço de vibranium roubado para dar a "vida" de M.O.D.O.K. como afirmado pelo Cientista Aupremo. É retratado como um metal cinza escuro constantemente zumbindo com relâmpago verde claro. Mais tarde, é usado para completar o Projeto TITANIUM de Justin Hammer, conforme descrito por Mr. Fix como a única maneira de torná-lo completo.
- No episódio "The Well" de Agents of S.H.I.E.L.D., a sala de interrogatório do ônibus é declarada ter paredes alinhadas com uma liga de vibranium. Nos episódios "Love in the Time of HYDRA", "One Door Closes" e "Afterlife", Bruce Banner fez uma cabine para S.H.I.E.L.D. chamado Retiro, que é feiao de vibranium para prender temporariamente as pessoas superdotadas. Também foi revelado em "One Door Closes" que s Fury's Toolbox, que foi dada a Phil Coulson, também é feita de vibranium.
- Na série "Blade" da projeto Marvel Anime, é mencionado que a katana da Blade é composta por uma liga de prata-vibranium.
- No episódio "Iron Vulture" de Ultimate Spider-Man, Harry Osborn leva Peter Parker e Miles Morales a um quarto seguro longe de Iron Vulture e ele diz que o quarto é feito de Vibranium.
- Em Marvel's Spider-Man, uma das máquinas da Horizon High é composta de vibranium que foi sabotada por Alistair Smythe.
- Em Avengers: Earth's Mightiest Heroes, o vibranium é retratado como um metal roxo que vibra quando o som é aplicado sobre ele.
- * T'Challa, o Pantera Negra aparece na série animada Avengers Assemble, com James C. Mathis III, retomando o papel. Avengers: Ultron Revolution, T'Challa foi visto pela primeira vez antes de uma assembléia sobre Wakanda quando Ossos Cruzados ataca para tirar T'Challa. Depois de se tornar o Pantera Negra e ajudar o Capitão América a lutar contra o Ossos Cruzados, T'Challa sai com o escudo do Capitão América, afirmando que foi roubado. Isso leva o Capitão América a trazer Homem de Ferro, Gavião Arqueiro e Thor para ir a Wakanda para recuperá-lo. Durante o confronto, Pantera  afirma que Howard Stark roubou vibranium para fazer o escudo do Capitão América. Para piorar as coisas, Ulysses Klaue parece ter acabado com o escudo do Capitão América ao usar um ataque de som no grupo. Ambos os lados trabalham para encontrar Klaue como o Capitão América dizendo para a Pantera Negra que T'Chaka deu o vibranium para Stark para fazer o escudo do Capitão América. Descobrindo o esconderijo de Klaue no Himalaia, os Vingadores e o Pantera Negra envolvem Klaue em uma armadura feita de vibranium. Com uma tática especial, os Vingadores e o Pantera Negra são capazes de tirar Klaue da armadura, o Pantera Negra planeja fazer Ulysses Klaue responder por seus crimes. Com a armadura de vibranium de Klaue na custódia de Wakandan, Pantera Negra muda sua opinião sobre os Vingadores e é convidado a participar do o grupo. No episódio "Savage" de Avengers Assemble. Para melhorar o desafio de tecnologia do Capitão América, Tony Stark leva o Capitão América, Gavião Arqueiro e Falcão em uma viagem de sobrevivência à de 24 horas tecnologia na Terra Selvagem. Enquanto lá, eles descobrem um plano de Justin Hammer para explorar o vibranium da Terra Selvagem para entrar na Cabal. Justin Hammer até usou velociraptores controlados por mente com lasers sobre eles para proteger sua operação. Com a ajuda de alguns dispositivos primitivos que ele fez com o pacifista Rock Tribe, Tony Stark conseguiu liberar os velociraptorse do controle de Justin Hammer e interromper a operação de mineração.

### Filmes
- Em Ultimate Avengers, o vibranium é mostrado como um metal usado pelo Chitauris (versão Ultimate dos Skrulls). É usado principalmente em seus cascos de naves espaciais e armaduras pessoais. Mais tarde, um de seus navios é recuperado pela S.H.I.E.L.D. e costumava fazer parte escudo do Capitão América (que também foi construído com adamantium no quadrinhos do Universo Ultimate, seu escudo é composto apenas de adamantium) e outros itens como balas e facas de ponta de vibranium. No filme, a S.H.I.E.L.D. desenvolveu um satélite chamado Shield 1 que era capaz de localizar vibranium na Terra. Isso foi feito em um esforço para encontrar os Chitauris e, apesar disso, funcionar, os Chitauris logo o destruiram após sua introdução no filme.
- Em Ultimate Avengers 2: Rise of the Panther, o vibranium tem importância maior do que no filme anterior, o motivo da invasão dos Chitauris em Wakanda, é o enorme suprimento subterrâneo de vibranium no país africano. No filme, o vibranium é mostrado como uma fonte de energia substancial, pois os cubos de vibranium condensados servem como fonte de energia para as naves espaciais dos Chitauris. Vibranium também é visto como o principal componente de muitas armas usadas em Wakanda, o que os tornou bastante poderosos, embora não suficientemente poderosos para suportar o ataque dos Chitauris. O vibranium também se mostra enfraquecido quando exposto à radiação gama no filme, tornando-o destrutivo pelo Hulk porque ele irradia radiação gama quando ataca.
- Vibranium aparece no Universo Cinematográfico da Marvel e é mencionado pela primeira vez no longa-metragem Captain America: The First Avenger. Howard Stark afirma que o vibranium é mais forte do que o aço, pesa apenas um terço e é absorve completamente as vibrações. Todo o vibranium disponível para Stark foi usado para fazer o escudo do Capitão América. Em The Avengers, o escudo do Capitão América se mostra suficientemente forte para absorver e repelir um ataque do Mjölnir, martelo místico de Thor, e em Captain America: The Winter Soldier, o escudo também é capaz de amortecer quedas de grandes alturas. No filme Avengers: Age of Ultron, Ultron usa vibranium obtido de Ulysses Klaue para múltiplas finalidades, incluindo a criação do androide Visão. No filme Captain America: Civil War, o traje inteiro da Pantera Negra é composto de um tecido de vibranium com garras retráteis. No filme Black Panther, revela-se que Wakanda, a nação natal do Pantera Negra, foi construída no topo do local do acidente de um meteorito de vibranium há séculos e o metal foi usado para criar e impulsionar a tecnologia avançada do país.

### Vídeo games
No jogo de computador Marvel: Ultimate Alliance 2, um nanite com inteligência artificial conhecido como "Fold" tenta colher o vibranium em Wakanda para construir torres de comunicação em todo o mundo, espalhando seu sinal de controle globalmente. Enquanto os heróis do jogo conseguem frustrar a invasão, eles não conseguem evitar a construção de torres suficientes para fazer de Fold uma ameaça mundial.

## Vida real
Em 2016, a Hyperloop Transportation Technologies desenvolveu um material compósito inteligente chamado Vibranium.
Jornalistas estabeleceram paralelos entre as reservas de vibranium de Wakanda e a mineração de coltan na República Democrática do Congo. O coltan é um minério que contem nióbio e tântalo, dois metais raros e valiosos, e sua exploração está ligada ao trabalho infantil, exploração sistemática da população por governos ou grupos militantes, exposição a produtos químicos tóxicos e outros perigos. O historiador Thomas F. McDow traça um paralelo ao urânio, encontrado na mina Shinkolobwe, na província de Alto Catanga, também na República Democrática do Congo.